# Gemieira
Gemieira es una freguesia portuguesa del concelho de Ponte de Lima, con 4,40 km² de superficie y 572 habitantes (2001). Su densidad de población es de 130,0 hab/km².

## Galería

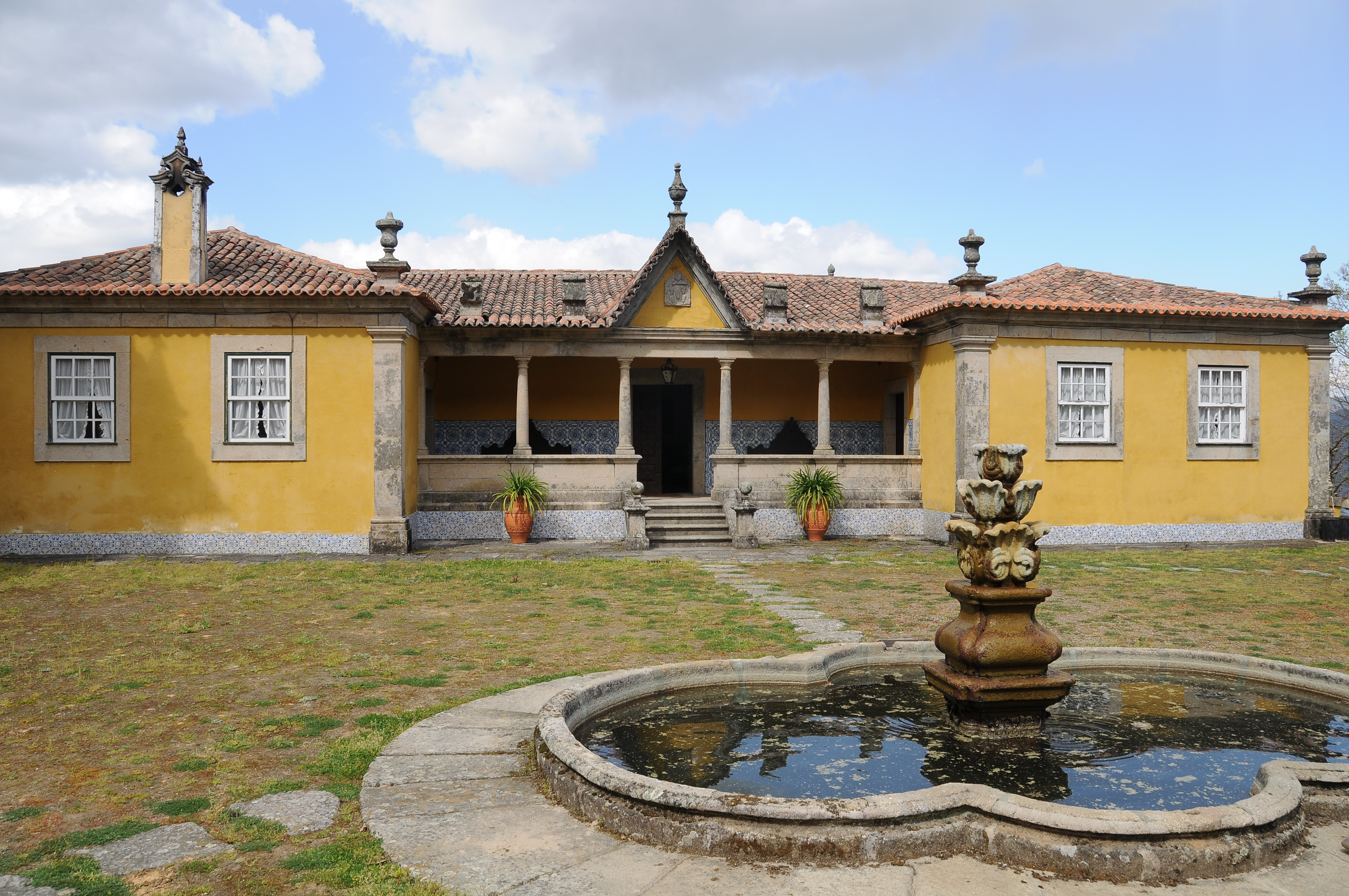
Casa do Barreiro